# 24/7 (bedrijfstijd)

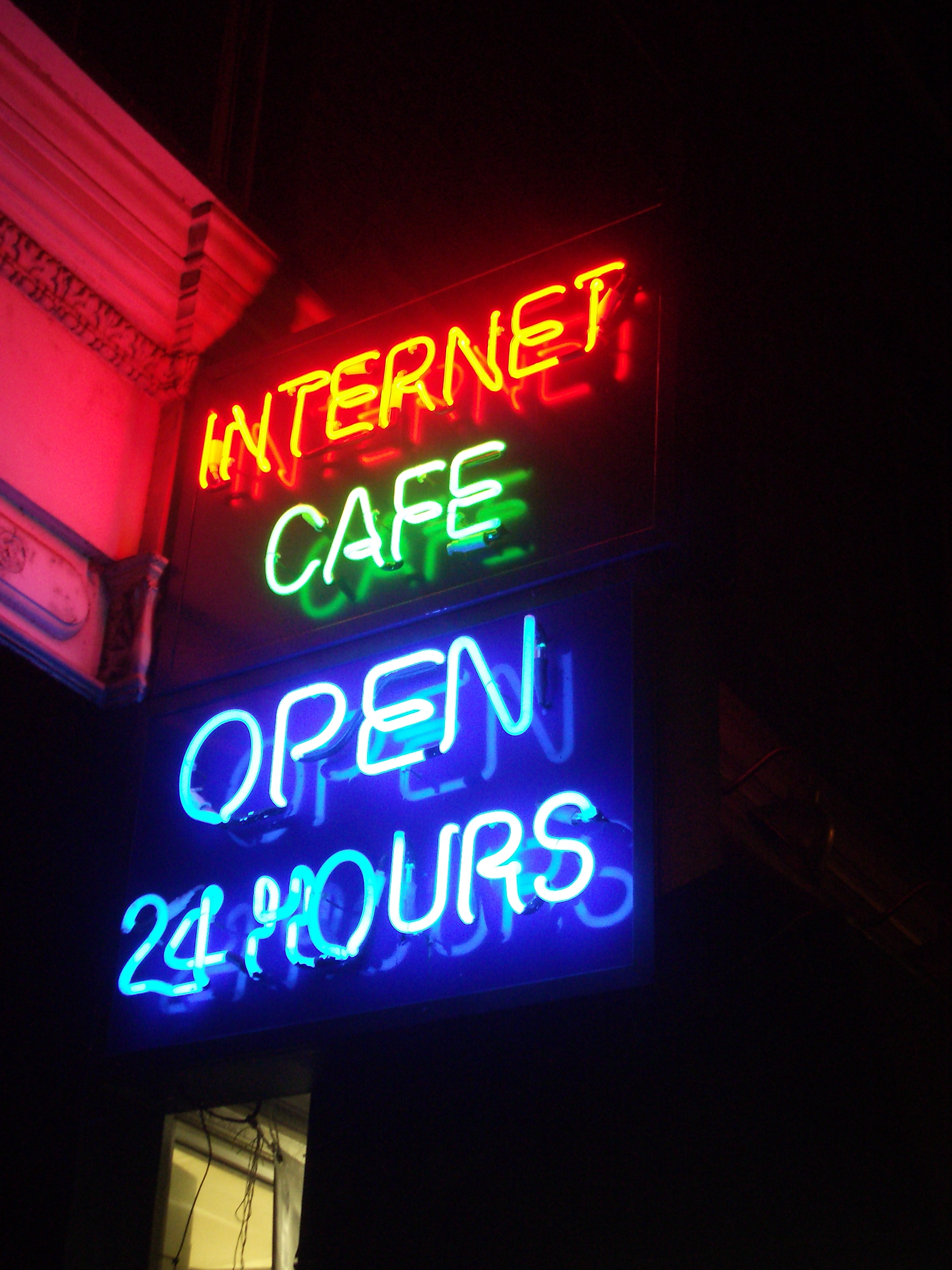
Reclame voor een internetcafé dat 24/7 open is

Met 24/7 (uitgesproken als vierentwintig zeven, in België wel als 24 op 7, Engels: twenty four seven), soms ook non-stop, wordt bedoeld dat iets 24 uur per dag en 7 dagen per week, dus doorlopend, gaande is. In het bijzonder geldt dit voor diensten die continu ter beschikking staan en daarom ook wel volcontinudienst worden genoemd. Voorbeelden zijn callcenters voor technische ondersteuning van kritische zakensystemen, het maken van vluchtreserveringen voor luchtvaartmaatschappijen, internetwinkels, politie (meldkamer), brandweer, ziekenhuizen en geldautomaten. Winkels, restaurants en tankstations kunnen ook doorlopend geopend zijn. Ook zenden sommige televisieprogramma's en radio-omroepen doorlopend uit.
Tegenwoordig maakt de term ook deel uit van het internet-jargon zoals in: "In Second Life kan men 24/7 handelen in aandelen, in tegenstelling tot de werkelijkheid, waar de handel alleen op werkdagen tijdens kantooruren plaatsvindt."
De uitdrukking '24/7' betekent dus niet 24 uur per zeven dagen. Het geeft een vermenigvuldiging aan: 24 (uur per dag) × 7 (dagen per week) is 168 (uur per week), net als ampèreuur en newtonmeter, maar dan met een schuine streep als scheidingsteken. Een andere vorm die wel wordt gebruikt is '24/24', waar de streep wél per betekent, 24 uur per 24 uur, maar daarbij is het niet zeker dat er geen weekendstop is.